# Helena Elisabeth kyrka
Helena Elisabeth kyrka är en kyrkobyggnad i Umeå i Luleå stift. Den är församlingskyrka i Umeå stadsförsamling.

## Kyrkobyggnaden
Helena Elisabeth kyrka uppfördes ursprungligen på Holmön 1801–1802. Kyrkan finansierades av öborna själva och tjänstgjorde som kyrka på ön fram till 1891 då Holmöns nya kyrka invigdes. Namnet Helena Elisabeth har kyrkan fått efter den köpmansfru, Helena Elisabeth Grahn från Umeå, som donerade kyrkans första nattvardsservis.
Från 1891 fram till 1955 användes den tidigare kyrkan som loge, tvättstuga och fårhus. År 1955 såldes kyrkan till öns präst Sigfrid Landin, som sedan sålde den till Stiftelsen Västerbottens museum. Kyrkan flyttades då till sin nuvarande plats intill Sävargården på Gammlia friluftsmuseum. År 1958 återinvigdes kyrkan av biskop Ivar Hylander. 
I december 2003 beslutade museets styrelse att rätta sig efter Svenska kyrkans regelverk, kyrkoordningen, och slutade därmed att upplåta kyrkan för borgerlig vigsel och ingående av partnerskap. Alternativet hade varit att avsakralisera museikyrkan, vilket inte var museets vilja.
Umeå stadsförsamling firar regelbundet högmässa i kyrkan.

## Inventarier
Under perioden som uthus gick en del av inredningen till spillo. Den nuvarande inredningen består därför dels av utrustning från andra kyrkor, dels av återskapade detaljer.